# 人民团结党 (伊拉克)
人民团结党（阿拉伯语拉丁转写：Hizb al-Ittihad al-Sha'bi）是伊拉克的一个已不存在的共产主义政党。该党成立于1995年，分裂自伊拉克共产党。成立之初，该党也取名为伊拉克共产党。许多人认为该党的成立受到萨达姆·侯赛因政权操控，它的出现只是为了帮助营造一种表象即当时的伊拉克也是多党制民主国家的给外部世界看。萨达姆政权原计划吸收该党加入伊拉克阿拉伯复兴社会党的统战组织全国进步阵线，后来又取消了该计划。在萨达姆政权统治时期，该党从未获得合法地位，尽管该党有一些领导人出任伊拉克议会议员。在2003年萨达姆政权垮台后，该党重组为人民团结党。